# Profecías mesiánicas del Antiguo Testamento citadas en el Nuevo Testamento
Los libros del Nuevo Testamento citan con frecuencia las escrituras judías para respaldar la afirmación de los primeros cristianos de que Jesús era el Mesías judío. Los estudiosos han observado que pocas de estas citas son predicciones reales en su contexto; la mayoría de estas citas y referencias están tomadas del profético Libro de Isaías, pero abarcan todo el corpus de los escritos judíos.
Los judíos no consideran que ninguna de ellas se haya cumplido en Jesús y, en algunos casos, ni siquiera las consideran profecías mesiánicas. Las profecías del Antiguo Testamento que se consideraban referidas a la llegada de Cristo o bien no son consideradas profecías por los eruditos bíblicos críticos, ya que los versículos no afirman ser predicciones, o bien se considera que no tienen correlación alguna, ya que no se refieren explícitamente al Mesías.  Crítica histórica se ha acordado que es un campo incapaz de argumentar el cumplimiento evidente de la profecía, o que Jesús era realmente el Mesías porque cumplió las profecías mesiánicas, ya que no puede «construir tal argumento» dentro de ese método académico, ya que se trata de una afirmación teológica. Los antiguos judíos antes del siglo I d. C. tenían una variedad de opiniones sobre el Mesías, pero ninguna incluía a un Salvador como Jesús. Los principales estudiosos de la Biblia afirman que ninguna visión del Mesías basada en el Antiguo Testamento predecía un Mesías que sufriría y moriría por los pecados de toda la humanidad, y que, por lo tanto, la historia de la muerte de Jesús supuso un profundo cambio de significado con respecto a la tradición del Antiguo Testamento.
Mientras que ciertos eruditos críticos han afirmado que los Evangelios citaron erróneamente la Biblia hebrea, algunos eruditos cristianos sostienen que los autores del Nuevo Testamento leyeron la Biblia mediante una lectura figurativa, en la que el significado solo se comprende después de que un segundo acontecimiento añade un nuevo significado al primero. Entre los enfoques se incluye el sensus plenior, según el cual un texto contiene tanto un significado literal del autor como otros más profundos de Dios que los escritores originales no percibieron.

## Resumen: profecía y estudios bíblicos
Los escrituras en hebreo fueron una fuente importante para los autores del Nuevo Testamento. Hay 27 citas directas en el Evangelio de Marcos, 54 en el Mateo, 24 en el Lucas y 14 en el Juan, y la influencia de las escrituras aumenta considerablemente cuando se incluyen alusiones y ecos, ya que la mitad del evangelio de Marcos está compuesto por alusiones y citas de las escrituras. Mateo contiene todas las citas de Marcos e introduce unas 30 más, a veces en boca de Jesús, a veces como comentario propio sobre la narración, y Lucas hace alusiones a todos los libros del Antiguo Testamento excepto tres.
Un ejemplo de ello es Mateo 1:23: «He aquí que la virgen concebirá y dará a luz un hijo, y le pondrán por nombre Emmanuel», que significa «Dios está con nosotros». Esto hace referencia a Isaías 7:14: «Por lo tanto, el Señor mismo os dará por señal: la virgen concebirá y dará a luz un hijo, y le pondrá por nombre Emmanuel».
La palabra hebrea traducida aquí como «virgen» es «almah», que significa una mujer joven en edad de casarse, es decir, menor de 13 años, o entre 12 y 14 años, según otras fuentes, en lugar de virgen. Sin embargo, Mateo utilizó el texto de Isaías de la Septuaginta en lugar del Texto Masorético, y la palabra que aparece allí es παρθένος (parthenos), que significa virgen.

## Profecías que los cristianos consideran cumplidas

### Daniel 9:24–27
Setenta semanas están decretadas para tu pueblo y tu santa ciudad: para poner fin a la transgresión, para acabar con el pecado y expiar la iniquidad, para traer la justicia eterna, para sellar la visión y la profecía, y para ungir el lugar santísimo. Por tanto, sabe y entiende: desde el momento en que se dio la orden de restaurar y reconstruir Jerusalén, hasta el tiempo del príncipe ungido, habrá siete semanas; y durante sesenta y dos semanas se reconstruirá con calles y fosos, pero en tiempos de angustia. Después de las sesenta y dos semanas, el ungido será cortado y no tendrá nada, y las tropas del príncipe que ha de venir destruirán la ciudad y el santuario. Su fin vendrá con una inundación, y hasta el fin habrá guerra. Las desolaciones están decretadas. Él hará un pacto firme con muchos durante una semana, y durante la mitad de la semana hará cesar el sacrificio y la ofrenda; y en su lugar habrá una abominación desoladora, hasta que el fin decretado sea derramado sobre el desolador.NRSV

La opinión general de los eruditos es que el autor de Daniel está escribiendo un relato contemporáneo de la Revuelta de los macabeos hacia el año 167 a. C. y que «un ungido será cortado» se refiere al asesinato del sumo sacerdote Onias III; la «abominación desoladora» se refiere a Antíoco IV Epífanes erigiendo una estatua de Zeus en el Templo.
Las referencias al «santísimo», al «ungido» y al «príncipe» han sido interpretadas por los cristianos como referencias a Jesús, y la frase «el ungido será cortado» como una alusión a su crucifixión, y las «tropas del príncipe que ha de venir» se refiere a los romanos que destruyeron Jerusalén y el Templo en el año 70 d. C.

### Deuteronomio 18:15
Deuteronomio 18 habla de un profeta que surgiría de entre la nación judía:

El Señor te suscitará un profeta como yo, de entre tus hermanos, de entre tus hermanos. A él escucharás... 18 Yo les suscitaré un profeta como tú, de entre sus hermanos. Pondré mis palabras en su boca, y él les dirá todo lo que yo le ordene. (CJB)

En la época de Jesús, se entendía que esta promesa de Moisés se refería a un individuo especial.  En Juan 6:14, después de la multiplicación de los panes, se cita a la gente diciendo: «Este es verdaderamente el Profeta, el que ha de venir al mundo». En Juan 7:40, «El último día de la fiesta (tabernáculos/Cabañas), el gran día... Muchos de los que oyeron estas palabras dijeron: «Este es verdaderamente el Profeta»». En Hechos 3:18-22, Pedro dijo que Jesús era el cumplimiento de esta promesa.

### Ezequiel 37:24, 25–27
Y mi siervo David será rey sobre ellos, y todos tendrán un solo pastor; andarán en mis juicios, y guardarán mis estatutos, y los cumplirán.
Ezequiel 37:24, KJV

Ezequiel 37:24 se refiere a una persona procedente de la Casa de David como el siervo de Dios, único Pastor de Israel, que gobernará sobre la Casa de Judá (v. 16) y sobre la tribu de José (v. 17) para que «los haga un solo palo, y sean uno en mi mano» (v. 19), en una nación única de Israel.
Los versículos del 15 al 24 no pueden referirse al rey David, ya que el reino unido de Israel se dividió en dos reinos después de la muerte de su hijo Salomón (999-931 a. C.), hijo de David. Además, Ezequiel (622-570 a. C.) escribió en el siglo VII a. C., cuatro siglos después del tema de la narración bíblica, adoptando sin embargo una profecía que, por su naturaleza, suele referirse a acontecimientos futuros. Por lo tanto, como el «madero de Judá» representa a la casa de Judá, y el «madero de José» representa a su tribu (versículo 19), la expresión «David, mi siervo, será rey sobre ellos» (versículo 24) puede leerse como una profecía sobre una persona de la Casa de David, que habría gobernado sobre una nación en una tierra, reunida en los montes de Israel por todos los lados de la tierra.
La narración continúa así:

Vivirán en la tierra que di a mi siervo Jacob, donde vivieron sus antepasados; allí vivirán – ellos, sus hijos y los hijos de sus hijos, para siempre; y David, mi siervo, será su jefe para siempre. Haré con ellos un pacto de paz, un pacto eterno. Les daré, multiplicaré su número y pondré mi santuario entre ellos para siempre. Mi morada estará con ellos; yo seré su Dios y ellos serán mi pueblo. (CJB)

Ellos «vivirán» («hecho para que habites» [KJV/ESV] en el Cántico del Mar, Éxodo 15:17) en la tierra. La «morada» (en hebreo «mishkan», מִשְׁכָּן, Éxodo 25:9) recuerda el tabernáculo del desierto. El Santuario (en hebreo «miqdash» מִקְדָּשׁ, Éxodo 15:17) se refiere más bien al Templo, en particular al Templo renovado, que ocupará la atención de Ezequiel en los últimos capítulos de Ezequiel 40-Ezequiel 48.
El cristianismo cree que el templo de Ezequiel es más glorioso que el tabernáculo de Moisés (Éxodo 25-40) y el templo de Salomón (1 Reyes 5-8), lo que apunta a varias creencias:
- (1) la gloria en la que Dios habita con el hombre en el Mesías, Juan 1:14: «Y el Verbo se hizo carne y habitó entre nosotros, y vimos su Sh'khinah» (שָׁכֵחַ Éxodo 25:8) (CJB)
- (2) El cuerpo del Mesías es el Templo, Juan 2:19-21: «Yeshua les respondió: «Destruid este templo y en tres días lo levantaré». Los judíos dijeron: «Se han tardado 46 años en construir este templo, ¿y tú lo vas a levantar en tres días?». Pero él hablaba de su cuerpo». (CJB)
- (3) La comunidad mesiánica como el Templo, 1 Corintios 3:16: «¿No sabéis que sois templo de Dios y que el Espíritu de Dios habita en vosotros?», Efesios 2:20-22 «Habéis sido edificados sobre el fundamento de los apóstoles y los profetas, siendo la piedra angular el Mesías Yeshua. En unión con él, todo el edificio se sostiene y crece para ser un templo santo en unión con el Señor. Sí, en unión con él, vosotros mismos estáis siendo edificados juntos para ser una morada espiritual para Dios», 1 Pedro 2:5 «... vosotros mismos, como piedras vivas, estáis siendo edificados en una casa espiritual para ser cohanim apartados para Dios, a fin de ofrecer sacrificios espirituales aceptables a él por medio de Yeshua el Mesías». (CJB)
- (4) el cuerpo del creyente individual, 1 Corintios 6:19: «¿O no sabéis que vuestro cuerpo es templo del Espíritu Santo, que está en vosotros, el cual tenéis de Dios, y que no sois vuestros?» (CJB)
- (5) la Jerusalén celestial, Apocalipsis 21:9-22:5[26]

El judaísmo sostiene que el Mesías aún no ha llegado, debido a la creencia de que la Era Mesiánica aún no ha comenzado. Los judíos creen que el Mesías cambiará por completo la vida en la Tierra y que el dolor y el sufrimiento serán vencidos, dando así inicio al Reino de Dios y a la Era Mesiánica en la Tierra. Las creencias cristianas varían, ya que una parte sostiene que el Reino de Dios no es en absoluto terrenal, mientras que otra cree que el Reino es tanto espiritual como terrenal y que se establecerá en una Era Mesiánica en la que Jesús reinará en el trono de David. La mayoría de los judíos sostienen que el Reino de Dios estará en la Tierra y que el Mesías ocupará el trono de David. Los cristianos (en particular los evangélicos) creen que es ambas cosas y afirman que es espiritual (el Jesús histórico completó la salvación) y está presente en este momento, y que será físico y externo cuando regrese el Mesías (la Segunda Venida de Jesús como «Nueva Jerusalén, que desciende del cielo, de Dios» Apocalipsis 21:1-4).
Mientras que los cristianos han citado lo siguiente como profecías que hacen referencia a la vida, el estatus y el legado de Jesús, los eruditos judíos sostienen que estos pasajes no son profecías mesiánicas y se basan en traducciones erróneas o malentendidos de los textos hebreos.

### Oseas 11:1
Cuando Israel era niño, yo lo amé, y de Egipto llamé a mi hijo.

En su contexto original, este texto de Oseas se refería a la liberación del pueblo de Israel de la esclavitud en Egipto. El Evangelio de Mateo capítulo 2 lo aplica al regreso de Egipto de Jesús y su familia como una profecía mesiánica:

Un ángel del Señor se apareció a José en un sueño y le dijo: «Levántate, toma al niño y a su madre, huye a Egipto y quédate allí hasta que yo te avise, porque Herodes va a buscar al niño para matarlo». Y él se levantó, tomó al niño y a su madre de noche, y se fue a Egipto, y permaneció allí hasta la muerte de Herodes. Esto fue para que se cumpliera lo que el Señor había dicho por medio del profeta: «De Egipto he llamado a mi hijo»

### Isaías

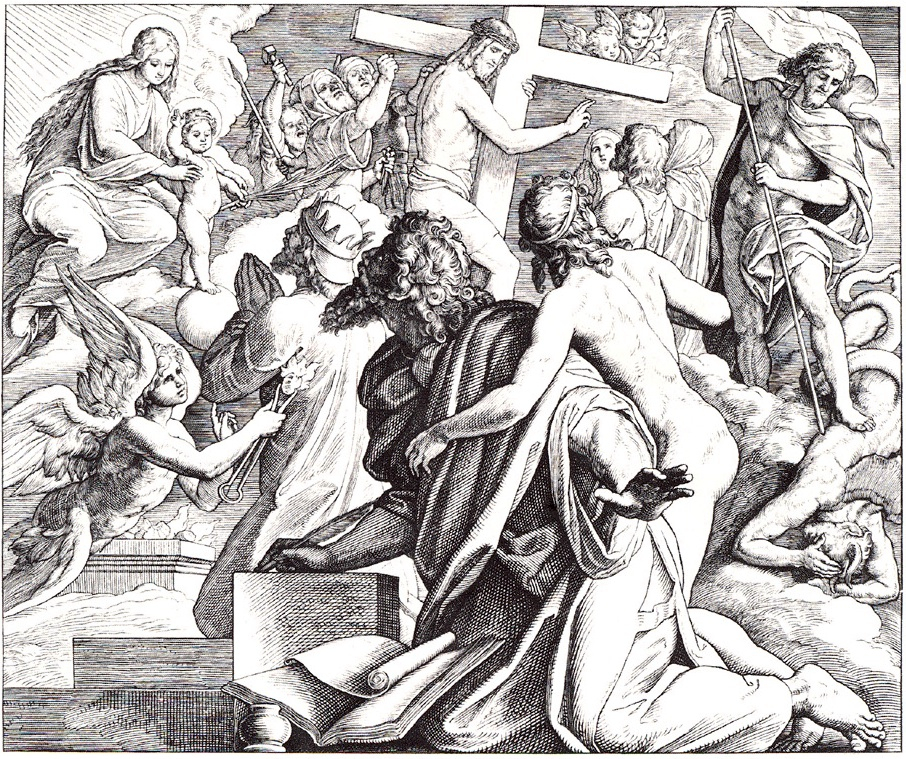
La visión de Isaías representada en este grabado en madera de 1860 por Julius Schnorr von Karolsfeld

#### Isaías 7:14
Por lo tanto, el Señor mismo os dará una señal: He aquí que la joven concebirá y dará a luz un hijo, y le pondrá por nombre Emmanuel

La tradición cristiana primitiva interpretó este versículo como una referencia a la madre de Jesús. El profeta Isaías, dirigiéndose al rey Acaz de Judá, le promete que Dios destruirá a sus enemigos y, como señal de que su profecía es cierta, predice que una «joven» («almah») que se encuentra cerca dará a luz en breve a un niño cuyo nombre será Emmanuel, «Dios está con nosotros», y que la amenaza de los reyes enemigos terminará antes de que el niño crezca. La «almah» podría ser la madre de Ezequías o una hija de Isaías, aunque hay problemas con ambas candidatas – Ezequías, por ejemplo, aparentemente nació nueve años antes de que se hiciera la profecía, – pero la cronología bíblica de Ezequías es confusa, y su identidad como el niño profetizado se sugiere claramente por la referencia a la «tierra» de Emanuel en 8.8 y 10.
El Evangelio de Mateo hace referencia a este versículo para apoyar su afirmación sobre los orígenes sobrenaturales de Jesús. Sin embargo, en la época de Jesús, los judíos de Judea ya no hablaban hebreo, y Isaías tuvo que ser traducido al griego y al arameo, las dos lenguas más utilizadas. En el Texto Masorético, la palabra «almah» significa una mujer joven en edad fértil o que es madre, pero la traducción griega de Isaías 7:14 tradujo «almah» como «parthenos», la palabra griega para «virgen». El erudito católico Brant Pitre sostiene que «almah» tiene un significado similar al término inglés «maiden», que significa «joven soltera», con la connotación de virgen. Algunos cristianos conservadores estadounidenses juzgan la aceptabilidad de las nuevas traducciones de la Biblia por la forma en que tratan Isaías 7:14.

#### Isaías 8:14
Y él será para santuario, pero para piedra de tropiezo y roca de escándalo a las dos casas de Israel, para trampa y lazo a los habitantes de Jerusalén. (KJV)

1 Pedro 2:8 interpreta la piedra como Cristo, citando Isaías 8:14 junto con Salmos 118:22 y Isaías 28:16, que mencionan una piedra y una piedra angular.

#### Isaías 8:22–9:1 (9:1–2)
Sin embargo, no habrá más tinieblas para los que estaban en angustia. En el pasado humilló la tierra de Zabulón y la tierra de Neftalí, pero en el futuro honrará a Galilea de las naciones, junto al camino del mar, más allá del Jordán...

Según la interpretación judía y cristiana, el profeta Isaías recibió el mandato de informar al pueblo de Israel en una profecía de que el saqueo de las Diez Tribus por parte de Senaquerib estaba cerca, y que el saqueo de Jerusalén por parte de Nabucodonosor el Grande en años posteriores se acercaba. 
Durante la guerra siro-efraimita, Isaías se opuso a una alianza con Asiria y aconsejó a Acaz que confiara en las garantías del pacto davídico. Esta opinión no fue bien recibida en la corte. Asiria absorbió las tierras de Zabulón y Neftalí para formar las provincias de Galilea, Dor y Galaad. Judá se convirtió en un reino vasallo de los asirios.
El reinado de Ezequías vio un notable aumento del poder del Estado judío. Ezequías tuvo éxito en sus guerras contra los filisteos, haciéndolos retroceder en una serie de victoriosas batallas hasta Gaza. De este modo, no solo recuperó todas las ciudades que su padre había perdido, sino que incluso conquistó otras que pertenecían a los filisteos. También intentó reincorporar algunos de los territorios desolados del norte al reino de Judá y restaurar así las fronteras del país tal y como eran bajo David. En aquella época, Judá era la nación más poderosa de la frontera entre Asiria y Egipto. El «oráculo mesiánico» («El pueblo que caminaba en tinieblas ha visto una gran luz; sobre los que vivían en tierra de oscuridad se ha amanecido») pudo coincidir con la coronación de Ezequías y apuntar a la liberación de los israelitas que vivían en las provincias del norte.
Según la tradición judía, la salvación de la que habla es el final milagroso del asedio de Jerusalén por Senaquerib (véase Isaías 36 y 37) en los días del Príncipe de la Paz, el rey Ezequías, hijo del rey Acaz.
Mateo cita el oráculo mesiánico cuando Jesús comenzó su ministerio en Galilea:

Y saliendo de Nazaret, vino y habitó en Capernaum, que está junto al mar, en las regiones de Zabulón y Neftalí, para que se cumpliese lo dicho por el profeta Isaías: «La tierra de Zabulón y la tierra de Neftalí, junto al mar, más allá del Jordán, Galilea de los gentiles: El pueblo que estaba en tinieblas ha visto una gran luz, y a los que estaban en la región y en la sombra de la muerte, les ha amanecido».

La interpretación de Isaías 9:1–2 por el autor del Evangelio de Mateo ha llevado a los autores cristianos a insinuar sus aplicaciones mesiánicas.
Mientras que el Evangelio de Mateo modifica una interpretación griega de la Septuaginta de las Escrituras (Isaías 8:23–9:2), en el texto masorético se refiere a la «región de las naciones».

#### Isaías 9:6,7 (Masorético 9:5,6)
Porque un niño nos ha nacido, un hijo nos ha sido dado, y la autoridad está sobre sus hombros, y el consejero maravilloso, el Dios poderoso, el Padre eterno, llamó su nombre «Príncipe de la paz».

En las traducciones judías de la Biblia hebrea, la numeración de versículos es diferente (9:6 en el Antiguo Testamento cristiano se numera 9:5 en las versiones de la Biblia hebrea).
Las versiones judías más recientes no traducen el versículo de la siguiente manera:
- Isaías 9:6 (Masorético 9:5) «Porque un niño nos ha nacido, un hijo nos ha sido dado, y el gobierno está sobre sus hombros; y su nombre será: Maravilloso, Consejero del Dios poderoso, Padre Eterno, Príncipe de la Paz», (Lesser)[46]
- Isaías 9:6 (Masorético 9:5) «Porque un niño nos ha nacido, un hijo nos ha sido dado, y el gobierno está sobre sus hombros; y su nombre será: «Pele-joez-el-gibbor-Abi-ad-sar-shalom» (JPS 1917)[46]

Este versículo se aplica expresamente al Mesías en el Targum, es decir, el comentario arameo de la Biblia hebrea.
Algunos cristianos creen que este versículo se refiere al nacimiento de Jesús como el Mesías. El versículo dice en las versiones cristianas de la Biblia:

Porque un niño nos ha nacido, un hijo nos ha sido dado, y el gobierno estará sobre sus hombros; y se llamará su nombre Admirable, Consejero, Dios Fuerte, Padre Eterno, Príncipe de Paz.

#### Isaías 11:12
Y levantará un estandarte para las naciones, y reunirá a los desterrados de Israel, y juntará a los dispersos de Judá desde los cuatro confines de la tierra.

Algunos comentaristas consideran que esta profecía no se ha cumplido, argumentando que no todos los judíos se han reunido en Israel. Algunos cristianos se refieren a la fundación del Estado de Israel como el cumplimiento de esta profecía. Otros sostienen que el cumplimiento es que Jesús, como Mesías, reunirá a todas las naciones (cf. 11:10 «Las naciones buscarán su consejo / Y su morada será honrada»), citando Juan 12:32 («Y yo, cuando sea levantado de la tierra, atraeré a todos hacia mí»). Y Pablo en Romanos 15:12 cuando cita Isaías 11:10, enfatizando la inclusión de los gentiles en el pueblo de Dios.
Algunos cristianos también creen que Isaías 2:2 debe entenderse en relación con Isaías 11:10,12.

En los días venideros, el monte de la casa del Señor se alzará sobre los montes y se elevará por encima de las colinas, y todas las naciones mirarán hacia él con alegría.

Algunos cristianos creen que Jesús el Mesías es la «casa» o morada definitiva de Dios, tal y como se dice en Juan 1:14 («Y el Verbo se hizo carne y habitó entre nosotros, y hemos contemplado su gloria») y Juan 2:19–21 («Jesús les respondió: «Derribad este templo y en tres días lo levantaré». Los judíos le dijeron: «Han tardado cuarenta y seis años en construir este templo, ¿y tú lo vas a levantar en tres días?». Pero él hablaba del templo de su cuerpo»). A través de él, la comunidad mesiánica se convierte en un templo en 1 Corintios 3:16 («¿No sabéis que sois templo de Dios y que el Espíritu de Dios habita en vosotros?»). Y en Efesios 2:20–22 («...edificados sobre el fundamento de los apóstoles y de los profetas, siendo la piedra angular, él mismo, Jesucristo, toda la edificación, unida entre sí, crece para ser un templo santo en el Señor. En él también vosotros, unidos por el Espíritu, vais siendo construidos como morada de Dios»). Es a través de la exaltación del Mesías que todas las naciones son atraídas hacia él, como en Lucas 24:47 («... y que en su nombre se predicara el arrepentimiento y el perdón de los pecados a todas las naciones, comenzando desde Jerusalén»).
La profecía de que el Señor Jesús destruiría y reconstruiría el templo de Jerusalén/templo de su cuerpo en tres días se encuentra en el Antiguo Testamento, concretamente en Oseas 6,1-2 y 2 Reyes 20,8.

#### Isaías 28:16
Por lo tanto, así dice el Señor Dios: «He aquí, pongo en Sion una piedra, una piedra probada, una piedra angular preciosa, un fundamento seguro; el que cree no se apresurará». (KJV)

1 Pedro 2:8 interpreta la piedra mencionada como Cristo, citando Isaías 28:16 junto con KJV y KJV, que mencionan una piedra de tropiezo y una piedra angular.

#### Isaías 53:5
Pero él fue herido por nuestras transgresiones, molido por nuestras iniquidades; el castigo de nuestra paz fue sobre él, y por sus heridas fuimos sanados.

Pero él fue afligido por nuestras transgresiones, molesto por nuestras iniquidades; el castigo de nuestro bienestar fue sobre él, y con sus heridas fuimos sanados.

Isaías 53 es probablemente el ejemplo más famoso que los cristianos consideran una profecía mesiánica cumplida por Jesús. Habla de alguien conocido como el «siervo sufriente», que sufre por los pecados de los demás. Se dice que Jesús cumple esta profecía con su muerte en la cruz. El versículo de Isaías 53:5 ha sido tradicionalmente interpretado por muchos cristianos como una referencia a Jesús como el Mesías.
Los apologistas cristianos suelen afirmar que el famoso comentarista judío Rashi (1040-1105 d. C.) fue el primero en identificar al siervo sufriente de Isaías 53 con la nación de Israel. El consenso entre los judíos es que el «siervo» de Isaías 52-53 se refiere a la nación de Israel, lo cual es engañoso, ya que, según esta interpretación, las naciones paganas serían esencialmente sanadas haciendo sufrir a la nación judía y, cuanto más la golpearan, más sanadas serían.
Sin embargo, muchos siguen considerando que el «siervo sufriente» es una referencia a todo el pueblo judío, considerado como un solo individuo, y, más concretamente, al pueblo judío deportado a Babilonia. Sin embargo, en el midrash aggádico sobre los libros de Samuel, un compendio de folclore rabínico, anécdotas históricas y exhortaciones morales, Isa 53:5 se interpreta de forma mesiánica.
Una de las primeras afirmaciones del Nuevo Testamento de que Isaías 53 es una profecía de Jesús proviene del Libro de los Hechos capítulo 8 versículos 26-36, que describe una escena en la que Dios ordena a Felipe el Apóstol que se acerque a un eunuco etíope que está sentado en un carro, leyendo en voz alta para sí mismo el Libro de Isaías. El eunuco comenta que no entiende lo que está leyendo (Isaías 53) y Felipe le explica que el pasaje se refiere a Jesús: «El eunuco respondió a Felipe y dijo: Te ruego que me digas de quién habla el profeta. ¿De sí mismo o de algún otro? Entonces Felipe abrió su boca y, comenzando por este pasaje de la Escritura, le anunció el evangelio de Jesús».
El «Siervo» (sufriente), en referencia al pueblo judío, que sufre las crueldades de las naciones, es un tema recurrente en los cánticos del siervo y se menciona anteriormente.

### Jeremías 31:15
Así dice el Señor: Se oyó una voz en Ramá, llanto y lamento amargo; Raquel lloraba por sus hijos y no quería ser consolada, porque ya no existían.

Mateo 2:17–Mateo 2:18 narra la matanza de los Inocentes perpetrada por Herodes el Grande como el cumplimiento de una profecía supuestamente contenida en este versículo de Jeremías.
Se cree que la frase «porque sus hijos ya no están» se refiere al cautiverio de los hijos de Raquel en Asiria. Los versículos siguientes describen su regreso a Israel.

### Miqueas 5:2 (Miqueas 5:1 en hebreo)
Pero tú, Belén Efrata, que eres pequeña entre los miles de Judá, de ti saldrá uno que será gobernante en Israel, cuyos orígenes se remontan a tiempos antiguos, a los días de la eternidad. (5:1)

Este versículo, que se encuentra cerca del final de la profecía de Miqueas sobre el cautiverio babilónico, ha sido interpretado por apologistas cristianos y por los fariseos mencionados en el Evangelio de Juan (9), como una profecía de que el Mesías nacería en Belén.
El versículo describe al clan de Belén, que era hijo de la segunda esposa de Caleb, Efrata. (1 Cr. 2:18, 2:50–52, 4:4) Belén Efrata es la ciudad y el clan del que nació el rey David, y este pasaje se refiere al futuro nacimiento de un nuevo heredero de David.
Aunque el Evangelio de Mateo y el Evangelio de Lucas ofrecen relatos diferentes del nacimiento de Jesús, ambos sitúan el nacimiento en Belén. El Evangelio de Mateo describe cómo Herodes el Grande preguntó a los principales sacerdotes y escribas de Jerusalén dónde iba a nacer el Mesías. Estos le respondieron citando a Miqueas: «En Beit-Lechem de Y'hudah», respondieron, «porque el profeta escribió: «Y tú, Beit-Lechem, en la tierra de Y'hudah, no eres la menor entre los gobernantes de Y'hudah, porque de ti saldrá un gobernante que pastoreará a mi pueblo Isra'el»». (NASB)
La idea de que Belén iba a ser el lugar de nacimiento del Mesías no aparece en ninguna fuente judía anterior al siglo IV d. C. La tradición judía parece haber enfatizado la idea de que el lugar de nacimiento del Mesías era desconocido.
Algunos estudiosos modernos consideran que las historias del nacimiento son inventos de los autores de los evangelios, creados para glorificar a Jesús y presentar su nacimiento como el cumplimiento de la profecía.

### Salmos
Algunas partes de los Salmos se consideran proféticas en el judaísmo, aunque figuran entre los Ketuvim (Escritos) y no entre los Nevi'im (Profetas).
Las palabras «Mesías» y «Cristo» significan «el ungido». En la antigüedad, los líderes judíos eran ungidos con aceite de oliva cuando asumían su cargo (por ejemplo, David, Saúl, Isaac, Jacob). Y «Mesías» se utiliza como nombre para los reyes en la Biblia hebrea: en 1:14, David encuentra al asesino del rey Saúl y le pregunta: «¿Por qué no temiste levantar tu mano para destruir al ungido del Señor?».
En muchos salmos, cuya autoría se atribuye tradicionalmente al rey David (es decir, el «Mesías» David), el autor escribe sobre su vida en tercera persona, refiriéndose a sí mismo como «el Mesías/el Mesías de Dios/tu Mesías», al tiempo que describe claramente sus hazañas militares. Por lo tanto, se puede argumentar que muchas de las partes que se afirman como salmos proféticos pueden no serlo.

#### Salmo 2
¿Por qué se levantan en vano contra ti las naciones, y se confunden los pueblos? Se levantan contra él los reyes de la tierra, y se unen los príncipes para confundir su ley y quebrantar el juicio. El que está sentado en los cielos se ríe; el Señor se burla de ellos. Entonces les hablará en su ira y los aterrorizará en su furor, diciendo: «He puesto mi rey en Sion, mi santo monte». Contaré el decreto del Señor: Él me dijo: "Tú eres mi hijo, hoy te he engendrado. Pídeme, y te daré por herencia las naciones, y por tu posesión, los confines de la tierra. Los quebrantarás con una vara de hierro, y como vasija de alfarero los desmenuzarás.

Se puede argumentar que el Salmo 2 trata sobre David; los autores de los Hechos y la Epístola a los Hebreos lo interpretaron como relacionado con Jesús. San Agustín identifica «las naciones [que] conspiran y los pueblos [que] traman en vano» como los enemigos a los que se refiere el Salmo 110: «Siéntate a mi derecha, hasta que ponga a tus enemigos por estrado de tus pies».
Versículo 7.
El Señor es el padre del Mesías. En el judaísmo, la expresión «Hijo de Dios» tiene connotaciones muy diferentes a las del cristianismo, ya que no se refiere a un descendiente literal, sino a los justos que han tomado conciencia de que Dios es el padre de la humanidad.
Los cristianos citan a Herodes y Poncio Pilato oponiéndose a Jesús como prueba de que el Salmo 2 se refiere a él.
KJV interpreta la resurrección de Jesús como una confirmación del versículo 7 («Tú eres mi hijo, hoy te he engendrado»).
Hebreos 1:5 emplea el versículo 7 para argumentar que Jesús es superior a los ángeles, es decir, que Jesús es superior como mediador entre Dios y los hombres. «¿A qué ángel dijo Dios jamás: «Tú eres mi Hijo, hoy te he engendrado»?». Sin embargo, la expresión «hijo de Dios» aparece en la Biblia hebrea para describir a otros personajes distintos del Mesías venidero, entre ellos David y Jacob.
Los textos varían en la redacción exacta de la frase que comienza en KJV, siendo «besad sus pies» y «besad al Hijo» las más comunes en varios idiomas durante siglos (incluida la versión del rey Jacobo), aunque no en los manuscritos hebreos originales, como los Rollos del Mar Muerto. El nombre propio se redujo a «hijo» en la Versión Revisada. La interpretación marginal que acompaña a esta última dice: «Adora en pureza», lo que, según Joseph Hertz, «está de acuerdo con las autoridades judías».

#### Salmo 16
Bendigo al Señor que me ha dado entendimiento, porque incluso en la noche mi corazón me advierte. Mantengo al Señor siempre ante mis ojos; porque él está a mi derecha, no seré movido. Por eso mi corazón se alegra y mi alma se regocija; además, mi cuerpo también descansará seguro, porque no dejarás mi alma en el lugar de los muertos, ni permitirás que tu santo vea la corrupción. Me mostrarás el camino de la vida, la plenitud de las alegrías en tu presencia y las delicias a tu derecha para siempre.

La interpretación del Salmo 16 como una profecía mesiánica es común entre la hermenéutica cristiana de los evangélicos |
Según la predicación de Pedro, esta profecía se refiere al triunfo del Mesías sobre la muerte, es decir, la resurrección de Jesús.

Dios resucitó a Jesús, habiendo desatado los dolores de la muerte, porque no era posible que fuera retenido por ella. Porque David dice de él: «Siempre vi al Señor delante de mí, porque está a mi derecha, para que no sea sacudido... Porque no abandonarás mi alma al Hades, ni permitirás que tu Santo vea corrupción... Me colmarás de gozo con tu presencia». Hermanos, puedo decirles con toda confianza que el patriarca David murió y fue sepultado, y su tumba está con nosotros hasta el día de hoy. Siendo, pues, profeta, y sabiendo que Dios le había jurado con juramento que pondría a uno de sus descendientes en su trono, previó y habló de la resurrección de Cristo, que no fue abandonado en el Hades, ni su carne vio corrupción. A este Jesús, Dios lo resucitó, y todos nosotros somos testigos de ello.

También es digno de mención lo que dijo Pablo en la sinagoga de Antioquía. «Y en cuanto a que lo resucitó de entre los muertos, para no volver a la corrupción, dijo así: «Os daré las bendiciones santas y seguras de David». Por eso también dice en otro salmo: «No permitirás que tu Santo vea corrupción». Porque David, después de haber servido al consejo de Dios en su generación, durmió y vio corrupción; pero aquel a quien Dios resucitó no vio corrupción» (Hechos 13: 34-37).

#### Salmo 22
1 Dios mío, Dios mío, ¿por qué me has abandonado? ¿Por qué estás tan lejos de mi salvación y de las palabras de mi clamor? 2 Dios mío, clamo de día, pero no respondes; clamo de noche, y no hay descanso para mis ojos. ... (KJV)

Dos de los Evangelios (Mateo 27:46 y Marcos 15:34) citan a Jesús pronunciando estas palabras del Salmo 22 desde la cruz;

Y alrededor de la hora tercera, Jesús clamó con gran voz, diciendo: «Elí, Elí, ¿lebar sabactani?», que significa: «Dios mío, Dios mío, ¿por qué me has desamparado?
Mateo 27:46

Los otros dos evangelios canónicos ofrecen versiones diferentes de las palabras de Jesús. Lucas 23:46 cita Salmo 31:5 («En tus manos encomiendo mi espíritu»), mientras que Juan pone en boca de Jesús «Todo está consumado» (Juan 19:30). Algunos estudiosos ven esto como una prueba de que las palabras de Jesús no formaban parte de una narración de la Pasión anterior al Evangelio, sino que fueron añadidas posteriormente por los autores de los Evangelios.
En la mayoría de los manuscritos hebreos, como el Masorético, Salmo 22:16 (versículo 17 en la numeración hebreo de versículos) dice כארי ידי ורגלי («como un león mis manos y mis pies»). Muchas traducciones al inglés moderno traducen esto como «han traspasado mis manos y mis pies», empezando por la Biblia de Coverdale, que tradujo Lutero“s ”'durchgraben'“ (perforar, penetrar) como ”'pearsed'“, siendo ”'durchgraben una variación del Septuaginta ωρυξαν «excavaron». Aunque esta traducción es muy controvertida, en la apologética cristiana se afirma que los Rollos del Mar Muerto dan peso a la traducción «Han traspasado mis manos y mis pies», al alargar la yud final de la palabra hebrea כארי (como un león) en una vav כארו «Kaaru», que no es una palabra en hebreo, pero cuando se omite la alef se convierte en כרו, cavar, similar a la traducción de la Septuaginta. Sin embargo, esta opinión es controvertida teniendo en cuenta los numerosos errores ortográficos del escriba de Nahal Hever, como el que aparece en la misma frase, donde se escribe ידיה en lugar de la forma correcta ידי, lo que convierte la palabra hebrea ידי yadai «manos» en ידיה yadehah, «sus manos». Los apologistas cristianos sostienen que este pasaje se refiere a Jesús.

#### Salmo 34
Muchas son las aflicciones del justo, pero el Señor lo libra de todas ellas. Él guarda todos sus huesos; ni uno solo de ellos será quebrado.

Ray Pritchard ha descrito el Salmo 34:20 como una profecía mesiánica. En su relato de la crucifixión de Jesús, el Evangelio de Juan lo interpreta como una profecía (Juan 19:36) y presenta algunos de los detalles como su cumplimiento.

Entonces los soldados vinieron y quebraron las piernas del primero y del otro que había sido crucificado con Jesús; pero cuando llegaron a Jesús y vieron que ya estaba muerto, no le quebraron las piernas. Pero uno de los soldados le atravesó el costado con una lanza, y al instante salió sangre y agua... Porque estas cosas sucedieron para que se cumpliera la Escritura: «No le quebrarán ningún hueso». Y otra vez otra Escritura dice: «Mirarán al que traspasaron»

#### Salmo 69
Me dieron hiel en lugar de comida, y cuando tenía sed, me dieron a beber vinagre.
Salmo 69:21

Los cristianos creen que este versículo se refiere al momento en que Jesús estaba en la cruz y le dieron a beber una esponja empapada en vinagre, como se ve en Mateo 27:34, Marcos 15:23 y Juan 19:29.

#### Salmo 110
El Señor dijo a mi Señor: «Siéntate a mi derecha, hasta que ponga a tus enemigos por estrado de tus pies». El Señor enviará desde Sion la vara de tu poder; domina en medio de tus enemigos. Tu pueblo estará dispuesto en el día de tu poder, en la belleza de la santidad, desde el seno de la mañana; tú tienes el rocío de tu juventud. El Señor lo ha jurado y no se arrepentirá: Tú eres sacerdote para siempre, según el orden de Melquisedec. El Señor, a tu derecha, herirá a los reyes en el día de su ira. Juzgará entre las naciones, llenará los lugares de cadáveres; herirá en la cabeza a muchos. Bebirá del torrente en el camino; por eso alzará la cabeza. (KJV)

«Salmo real (véase la introducción al Salmo 2). Es bastante difícil porque el versículo 3 es totalmente oscuro, y los psalmistas hablan a menudo. En la interpretación cristiana, se entiende como una referencia a Jesús, como un salmo mesiánico y a veces escatológico; Radak polemiza contra esta opinión»
1. Aquí Dios se dirige al rey, llamado mi «señor»; tal vez sean las palabras pronunciadas por un profeta. El rey está muy próximo a Dios, en una posición privilegiada, imaginado como si estuviera a su «derecha» en el Consejo Divino. El segundo al mando se sentaba a la derecha del rey en el antiguo Oriente Próximo. Estas imágenes son poco frecuentes en los salmos, pero véase Salmo 45:7. Si el rey pisotea a sus enemigos (véase Josué 10:24), estos se convierten poéticamente en su «estrado». 2. A diferencia del versículo 1, se habla de Dios en tercera persona. La tradición de Sión (véase Isaías 2:1-4; Isaías 60:1-22) y la tradición real están aquí conectadas. Mientras que los versículos 1-2 expresan el gran poder del rey, también enfatizan que proviene de Dios (YHWH).
El Salmo 110 se considera mesiánico tanto en la tradición judía como en la cristiana.
Los autores cristianos han interpretado este salmo como un pasaje mesiánico a la luz de varios pasajes del Nuevo Testamento. El Papa Benedicto XVI señaló: «La glorificación real expresada al comienzo del salmo fue adoptada por el Nuevo Testamento como profecía mesiánica. Por esta razón, el versículo se encuentra entre los más utilizados por los autores del Nuevo Testamento, ya sea como cita explícita o como alusión». Además, relaciona esta imagen con el concepto de Cristo Rey.
En Hechos 2:29-35, Pedro se refiere a la glorificación similar de Jesús en el contexto de la resurrección
Los evangelistas interpretan el salmo como una profecía mesiánica:

Mientras los fariseos estaban reunidos, Jesús les hizo una pregunta, diciendo: «¿Qué pensáis del Cristo? ¿De quién es hijo?» Ellos le respondieron: «De David». Él les dijo: «¿Cómo es entonces que David, en el Espíritu, le llama Señor, diciendo: «El Señor dijo a mi Señor: Siéntate a mi derecha, hasta que ponga a tus enemigos debajo de tus pies»? Si David le llama Señor, ¿cómo es su hijo?». Y nadie fue capaz de responderle una palabra

Según Agustín de Hipona,: «Era necesario que todo esto fuera profetizado, anunciado de antemano. Necesitábamos que se nos dijera para que nuestras mentes estuvieran preparadas. Él no quiso venir tan de repente que nos acobardáramos ante él con miedo; más bien, estamos destinados a esperarlo como aquel en quien hemos creído».

### 2 Samuel 7:14
Yo seré su padre, y él será mi hijo. Si comete iniquidad, lo castigaré con vara de hombres, y con azotes de hijos de hombres: (KJV)

Hebreos 1:5 cita este versículo como: «Yo seré su padre, y él será mi hijo». En Samuel, el versículo continúa: «Cuando haga lo malo, lo castigaré con varas de hombres y con azotes de hombres». Sin embargo, esto no se refleja en la sección equivalente de 1 Crónicas 17:13. La frase citada en Hebreos se considera generalmente una referencia al pacto davídico, por el cual Dios asegura al rey su misericordia continua hacia él y sus descendientes. Es en este contexto que Charles James Butler considera que el Salmo 41 citado por Jesús en Juan 13:18 también es mesiánico.

### Sabiduría 2:12–20
El Libro de la Sabiduría de Salomón es uno de los libros deuterocanónicos del Antiguo Testamento. Los libros deuterocanónicos son considerados canónicos por los católicos, los ortodoxos orientales y las Iglesias ortodoxas orientales, pero son considerados no canónicos por los judíos y los protestantes.

Acechemos al hombre justo,

porque nos es incómodo y se opone a nuestras acciones;
nos reprocha los pecados contra la ley
y nos acusa de pecados contra nuestra formación.
Profesa tener conocimiento de Dios
y se llama hijo del Señor.
Se ha convertido para nosotros en una reprensión de nuestros pensamientos;
su sola presencia es una carga para nosotros,
porque su forma de vida es diferente a la de los demás,
y sus costumbres son extrañas.
Él nos considera algo vil,
y evita nuestros caminos como si fueran impuros;
llama feliz al último fin de los justos,
y se jacta de que Dios es su padre.
Veamos si sus palabras son ciertas,
y probemos qué sucederá al final de su vida;
porque si el justo es hijo de Dios, él lo ayudará
y lo librará de la mano de sus adversarios.
Probémoslo con insultos y torturas,
para que descubramos cuán manso es
y pongamos a prueba su paciencia.
Condenémoslo a una muerte vergonzosa,

pues, según lo que dice, será protegido.

### Zacarías

#### Zacarías 9:9
¡Alégrate mucho, hija de Sion! ¡Da voces de júbilo, hija de Jerusalén! He aquí que tu rey viene a ti; es justo y salvador, humilde y montado en un asno, en un pollino, crío de una asna.

Los autores cristianos han interpretado Zacarías 9:9 como una profecía de un acto de auto humillación mesiánica. El Evangelio de Juan relaciona este versículo con el relato de la entrada de Jesús en Jerusalén:

tomaron las ramas de las palmeras y salieron a su encuentro, y comenzaron a gritar: «¡Hosanna! ¡Bendito el que viene en nombre del Señor, el Rey de Israel!». Jesús, encontrando un pollino, se sentó sobre él, como está escrito: «No temas, hija de Sion; he aquí tu rey, que viene sentado sobre un pollino.

Los Evangelios sinópticos dejan claro que Jesús organizó este acontecimiento, cumpliendo así conscientemente la profecía.
El Evangelio de Mateo describe la entrada triunfal de Jesús en Domingo de Ramos como el cumplimiento de este versículo del Zacarías. Mateo describe la profecía en términos de un potro y un burro separado, mientras que el original solo menciona el potro; la referencia en Zacarías es un paralelismo judío que se refiere solo a un único animal, y los evangelios de Marcos, Lucas y Juan afirman que Jesús envió a sus discípulos tras un solo animal. Se han sugerido varias explicaciones, como que Mateo leyó mal el original, que la existencia del pollino está implícita o que quería crear un eco deliberado de una referencia en NKJV, donde hay dos asnos para que monte la familia de David. 
En los escritos judíos más antiguos, Zacarías 9:9 se aplica al Mesías. Según el Talmud, tan firme era la creencia en el asno en el que montaría el Mesías que «si alguien veía un asno en sueños, vería la salvación». El versículo también se cita mesiánicamente en Sanh. 98 a, en Pirqé de R. Eliez. c. 31, y en varios de los Midrashim.

#### Zacarías 12:10
Y derramaré sobre la casa de David y sobre los habitantes de Jerusalén el espíritu de gracia y de súplica; y mirarán hacia mí, a quien traspasaron, y llorarán por él como se llora por un hijo único, y se afligirán por él como quien se aflige por su primogénito.

Zacarías 12:10 es otro versículo citado comúnmente por autores cristianos como una profecía mesiánica cumplida por Jesús.
En algunos de los escritos judíos más antiguos, Zacarías 12:10 se aplica al Mesías Ben José en el Talmud, al igual que el versículo 12 («La tierra gemirá, cada familia por sí misma: La familia de la casa de David por su lado, y sus mujeres por su lado; la familia de la casa de Natán por su lado, y sus mujeres por su lado»), existiendo, sin embargo, una diferencia de opinión sobre si el luto es causado por la muerte del Mesías Ben José, o bien por la concupiscencia maligna (Yetzer hara).
El Evangelio de Juan hace referencia a esta profecía cuando se refiere a la crucifixión de Jesús, como se puede ver en el siguiente relato:

Entonces vinieron los soldados y quebraron las piernas del primero y del otro que había sido crucificado con Él; pero al llegar a Jesús, viendo que ya había muerto, no le quebraron las piernas. Pero uno de los soldados le atravesó el costado con una lanza, y al instante salió sangre y agua. Y el que lo vio ha dado testimonio, y su testimonio es verdadero; y él sabe que dice la verdad, para que también vosotros creáis. Porque estas cosas sucedieron para que se cumpliera la Escritura: «Ningún hueso de él será quebrado». Y otra Escritura dice: «Mirarán al que traspasaron».

Zacarías 12:10 es a menudo considerado como una traducción errónea por los seguidores del judaísmo actual.  Los judíos suelen traducirlo de la siguiente manera:

Y derramaré sobre la casa de David y sobre los habitantes de Jerusalén un espíritu de gracia y súplica. Y mirarán hacia mí a causa de los que han sido traspasados [con espadas], y llorarán por ellos como se llora por un hijo único, y estarán amargados como se amarga por un primogénito».

El debate judeocristiano sobre la interpretación correcta de Zacarías 12:10 a menudo se reduce a la traducción de la frase hebrea «את אשר ('êṯ-'ă·šer o et-asher)», que puede significar «a quien» o «acerca de», dependiendo del contexto.